# Estádio Olival Elias de Morais
Estádio Olival Elias de Morais – stadion piłkarski, w Boca da Mata, Alagoas, Brazylia, na którym swoje mecze rozgrywa klub Associação Atlética Santa Rita.